# Mundialito de Clubes de Futebol de Areia de 2021
O Mundialito de Clubes de Futebol de Praia (título em Portugal) ou Areia (título no Brasil) de 2021 foi a oitava edição do torneio de futebol de praia, o torneio foi disputado no palco CSKA Arena, Moscou, Rússia nos dias 27 de outubro e 30 de outubro. O evento é organizado pela Beach Soccer Worldwide.
Essa foi a oitava edição da competição e a terceira a ser sediada na capital russa (Moscou), e contou novamente com os maiores talentos do futebol de areia do mundo, contando com oito clubes de primeira linha do cenário mundial de futebol e futebol de areia.
Os anfitriões foram: Spartak Moscou e Lokomotiv Moscou, Levante (ESP) e Tokyo Verdy (JPN), que já deram um espetáculo deslumbrante na última edição. Os estreantes Dinamo Minsk (BLR) e Club Nacional (PAR) aderiram à aventura.
Em particular, o primeiro campeão mundial, o Vasco da Gama, esteve de volta à competição, o trem bala da areia com repleto de craques como: Catarino, Rafinha, Bokinha, Jordan, Mauricinho, Benjamin Jr (filho do astro ex jogador de beach soccer Benjamin), Luquinhas, Josep Jr  e entre outros craques não citados. E ainda teve o Cesinha e o Betinho na comissão técnica, em busca do bicampeonato mundial da modalidade na Rússia.

## Equipes Qualificadas
| UEFA             | CONMEBOL      | AFC         |
| ---------------- | ------------- | ----------- |
| SC Braga         | Club Nacional | Tokyo Verdy |
| FK Dinamo Minsk  | Vasco da Gama |             |
| Levante UD       |               |             |
| Lokomotiv Moscou |               |             |
| Spartak Moscou   |               |             |

## Local
|  | Moscou |

## Equipes
As equipes que participam desta 8ª edição
| GRUPO A          | GRUPO B         |
| ---------------- | --------------- |
| Lokomotiv Moscou | Spartak Moscou  |
| Vasco da Gama    | SC Braga        |
| Levante UD       | FK Dinamo Minsk |
| Club Nacional    | Tokyo Verdy     |

## Definição pelo 5º ao 8º lugar
|  | 5º ao 8º lugar | 5º ao 8º lugar | 5º ao 8º lugar |             |               | 5º lugar      | 5º lugar | 5º lugar |  |
|  |                |                |                |             |               |               |          |          |  |
|  | Club Nacional  | Club Nacional  | 11             |             |               |               |          |          |  |
|  | Club Nacional  | Club Nacional  | 11             |             |               |               |          |          |  |
|  | Levante        | Levante        | 4              |             |               |               |          |          |  |
|  | Levante        | Levante        | 4              |             | Club Nacional | Club Nacional | 2        |          |  |
|  |                |                |                |             | Club Nacional | Club Nacional | 2        |          |  |
|  |                |                | Tokyo Verdy    | Tokyo Verdy | 5             |               |          |          |  |
|  | Spartak Moscou | Spartak Moscou | Tokyo Verdy    | Tokyo Verdy | 5             | 5             |          |          |  |
|  | Spartak Moscou | Spartak Moscou |                |             |               |               |          |          |  |
|  | Tokyo Verdy    | Tokyo Verdy    | 6              |             |               |               |          |          |  |

### 5º ao 8º lugar
| 27 de Outubro de 2021 | Club Nacional | 11 – 4 | Levante UD                                                                           | Estádio: CSKA Arena, Moscou |
| 04:00                 | Milsiades Medina 2', 12' · Carlos Carballo 5', 14' · Nestor Medina 5' · Sixto Cantero 9' · Valentin Benitez 10' · Luis Ojeda 17' · Javier Benitez 18', 29' · Rodrigo Escobar 31' |        | 0:25', 16' Pablo Perez · 6' Antonio Major · 20' Nestor Medina · 21' Fernando Guizado | Árbitro: Oleg Cebotari      |

| 27 de Outubro de 2021 | Spartak Moscou                                                                          | 5 – 6 | Tokyo Verdy                                            | Estádio: CSKA Arena, Moscou |
| 05:15                 | Andrew Kotenyov 4', 14' · Mohammad Ahmadzadeh 9' · Oleg Gapon 20' · Vladimir Raskin 20' |       | 4', 32' Mateusinho · 7', 8', 13', 35' Rodrigo da Costa | Árbitro: Thorsten Gunther   |

### Decisão do quinto lugar
| 27 de Outubro de 2021 | Club Nacional                          | 2 – 5 | Tokyo Verdy                                                   | Estádio: CSKA Arena, Moscou |
| 12:00                 | Nestor Medina 4' · Carlos Carballo 19' |       | 4', 11' Datinha · 11', 23' Rodrigo da Costa · 26' Ozu Moreira | Árbitro: Victor Listratov   |

## Fase Final
|  | Quartas de final | Quartas de final |                  |              | Semifinais     | Semifinais     |  |  | Final         | Final |
|  |                  |                  |                  |              |                |                |  |  |               |       |
|  | 26 de outubro    |                  |                  |              |                |                |  |  |               |       |
|  |                  |                  |                  |              |                |                |  |  |               |       |
|  | Vasco da Gama    | 5                |                  |              |                |                |  |  |               |       |
|  | Vasco da Gama    | 5                | 27 de outubro    |              |                |                |  |  |               |       |
|  | Club Nacional    | 4                |                  |              |                |                |  |  |               |       |
|  | Club Nacional    | 4                | Vasco da Gama    | 3            |                |                |  |  |               |       |
|  | 26 de outubro    |                  | Vasco da Gama    | 3            |                |                |  |  |               |       |
|  |                  | Lokomotiv Moscou | 4                |              |                |                |  |  |               |       |
|  | Lokomotiv Moscou | Lokomotiv Moscou | 4                | 9            |                |                |  |  |               |       |
|  | Lokomotiv Moscou |                  | 27 de outubro    | 9            |                |                |  |  |               |       |
|  | Levante          | 4                |                  |              |                |                |  |  |               |       |
|  | Levante          | 4                | Lokomotiv Moscou | 6            |                |                |  |  |               |       |
|  | 26 de outubro    |                  | Lokomotiv Moscou | 6            |                |                |  |  |               |       |
|  |                  | Braga            | 4                |              |                |                |  |  |               |       |
|  | Spartak Moscou   | Braga            | 4                | 4            |                |                |  |  |               |       |
|  | Spartak Moscou   | 27 de outubro    |                  | 4            |                |                |  |  |               |       |
|  | Dinamo Minsk     | 5                |                  |              |                |                |  |  |               |       |
|  | Dinamo Minsk     | 5                | Dinamo Minsk     | 2            | Terceiro lugar | Terceiro lugar |  |  |               |       |
|  | 26 de outubro    |                  | Dinamo Minsk     | 2            | Terceiro lugar | Terceiro lugar |  |  |               |       |
|  |                  | Braga            | 6                |              |                |                |  |  |               |       |
|  | Braga            | Braga            | 6                | 4            | Vasco da Gama  | 10             |  |  |               |       |
|  | Braga            |                  |                  | 4            | Vasco da Gama  | 10             |  |  |               |       |
|  | Tokyo Verdy      | 2                |                  | Dinamo Minsk | 6              |                |  |  |               |       |
|  | Tokyo Verdy      | 2                |                  |              | 6              |                |  |  |               |       |
|  |                  |                  |                  |              |                |                |  |  | 27 de outubro |       |
|  |                  |                  |                  |              |                |                |  |  |               |       |

### Quartas de final
| 26 de Outubro de 2021 | Vasco da Gama                                                         | 5 – 4 | Club Nacional                                                       | Estádio: CSKA Arena, Moscou       |
| 10:30                 | Catarino 8' · Emmanuele Zurlo 15' · Mauricinho 17', 29' · Rafinha 27' |       | 11', 18' Carlos Carballo · 18' Valentin Benitez · 20' Nestor Medina | Público: 0 Árbitro: Roman Borisov |

| 26 de Outubro de 2021 | Lokomotiv Moscou                                                                                      | 9 – 4 | Levante                                                           | Estádio: CSKA Arena, Moscou |
| 11:45                 | Fedor Zemskov 5', 15', 33' · Boris Nikonorov 11', 30', 30', 33' · Denis Parkhomenko 13' · O Lucas 32' |       | 8' Salvatore Sanfilippo · 18', 32' Pablo Perez · 33' Antonio Rigo | Árbitro: Victor Listratov   |

| 26 de Outubro de 2021 | Spartak Moscou                                                                           | 4 – 5 | FK Dinamo Minsk                                               | Estádio: CSKA Arena, Moscou |
| 13:15                 | Andrew Kotenyov 0:3' · Mohammad Ahmadzadeh 8' · Vladimir Raskin 16' · Pavel Bazhenov 23' |       | 2', 9' Paulinho · 3', 20' Evgeny Novikov · 32' Egor Gordetsky | Árbitro: Roman Borisov      |

| 26 de Outubro de 2021 | SC Braga                                                       | 4 – 2 | Tokyo Verdy                       | Estádio: CSKA Arena, Moscou |
| 14:35                 | André Laurenzo 6', 19' · Leo Martins 16' · Felipe Da Silva 31' |       | 16' (g.c.) Lucão · 32' Mateusinho | Árbitro: Victor Listratov   |

### Semifinais
| 27 de Outubro de 2021 | Vasco da Gama                           | 3 – 4 | Lokomotiv Moscou                                                | Estádio: CSKA Arena, Moscou |
| 06:30                 | Jordan 12' · Bokinha 15' · Catarino 30' |       | 11', 22' Fedor Zemskov · 12' Boris Nikonorov · 34' Philip Borer | Árbitro: Antonio Pereira    |

| 27 de Outubro de 2021 | FK Dinamo Minsk                             | 2 – 6 | SC Braga | Estádio: CSKA Arena, Moscou |
| 07:45                 | Anatoly Ryabko 23' · Bee Martins (g.c.) 27' |       | 3' Bee Martins · 9' Ruben Brillante · 9' Lucão · 25' (g.c.) Egor Gordetsky · 32' Felipe Da Silva · 35' Leo Martins | Árbitro: Vitaly Gomolko     |

### Decisão do terceiro lugar
| 27 de Outubro de 2021 | Vasco da Gama                                                                                              | 10 – 6 | FK Dinamo Minsk                                                                               | Estádio: CSKA Arena, Moscou |
| 13:15                 | Junior Gentilin 3', 24' · Bokinha 12', 12', 27', 35' · Benjamin Jr. 18', 25' · Mauricinho 19' · Jordan 24' |        | 12', 33' Nikita Tchaikovsky · 12', 13' Anatoly Ryabko · 24' Evgeny Novikov · 26' Vadim Bokach | Árbitro: Antonio Pereira    |

### Final
| 27 de Outubro de 2021 | Lokomotiv Moscou                                                                             | 6 – 4 | SC Braga                                                       | Estádio: CSKA Arena, Moscou |
| 14:45                 | Fedor Zemskov 2' · Stanislav Kosharny 12' · Boris Nikonorov 13', 15', 19' · Philip Borer 32' |       | 1' Bruno Torres · 4' Lucão · 17' Bee Martins · 18' Leo Martins | Árbitro: Vitaly Gomolko     |

## Campeão
| VIII Mundialito de Clubes de Futebol de Areia |
| --------------------------------------------- |
| Lokomotiv Moscou Campeão (3º título)          |

## Prêmios
| Melhor Jogador                     | Melhor Jogador | Melhor Jogador |
| ---------------------------------- | -------------- | -------------- |
| Boris Nikonorov (Lokomotiv Moscou) |                |                |
| Artilheiro                         |                |                |
| Boris Nikonorov (Lokomotiv Moscou) |                |                |
| 8 gols                             |                |                |
| Melhor Goleiro                     |                |                |
| Rafael Padilha (Braga)             |                |                |

## Classificação
| Pos. | Time             |
| ---- | ---------------- |
| 1º   | Lokomotiv Moscou |
| 2º   | SC Braga         |
| 3º   | Vasco da Gama    |
| 4º   | FK Dinamo Minsk  |
| 5º   | Tokyo Verdy      |
| 6º   | Club Nacional    |
| 7º   | Spartak Moscou   |
| 8º   | Levante UD       |

## Artilheiros
| Pos. | Jogador                      | Time             | Gols |
| ---- | ---------------------------- | ---------------- | ---- |
| 1º   | Boris Nikonorov              | Lokomotiv Moscou | 8    |
| 2º   | Rodrigo Soares Da Costa      | Tokyo Verdy      | 6    |
| 3º   | Andrey Kotenev               | Spartak Moscow   | 6    |
| 4º   | Fedor Zemskov                | Lokomotiv Moscou | 6    |
| 5º   | Carlos Alfredo Carballo Ruiz | Club Nacional    | 5    |
| 6º   | Bokinha                      | Vasco da Gama    | 5    |
| 7º   | Pablo Perez Gonzalez         | Levante UD       | 4    |
| 8º   | Anatoliy Ryabko              | FC Dinamo-Minsk  | 3    |
| 9º   | Yauheni Novikau              | FC Dinamo-Minsk  | 3    |
| 10º  | Nestor Ignacio Medina Chavez | Club Nacional    | 3    |